# Ruta 161 (Costa Rica)
La Ruta 161, oficialmente Ruta Nacional Secundaria 161, es una ruta nacional de Costa Rica ubicada en la provincia de Guanacaste.

## Descripción
En la provincia de Guanacaste, la ruta atraviesa el cantón de Nandayure (los distritos de Carmona, Santa Rita).